# Schlacht bei Wattignies
1792

Porrentruy – Marquain – Quiévrain – Verdun – Thionville – Valmy – Lille – Mainz (1792) – Jemappes
1793

Aldenhoven I – Namur – Neerwinden – Mainz (1793) – Famars – Valenciennes (1793) – Arlon (1793) – Hondschoote – Meribel – Avesnes-le-Sec – Pirmasens – Toulon – Fontenay-le-Comte – Cholet – Lucon – Trouillas – Dünkirchen – Le Quesnoy – Menin I – Wattignies – Weißenburg I – Biesingen – Kaiserslautern I – Weißenburg II
1794

Boulou – Landrecis – Menin II – Mouscron – Martinique – Guadeloupe – Tourcoing – Tournai – Kaiserslautern II – San-Lorenzo de la Muga – 13. Prairial – Fleurus – Kaiserslautern III – Vosges – Aldenhoven II
1795

Cornwallis’ Rückzug – Genua – Groix – Hyeres – Handschuhsheim – Mainz (1795) – Mannheim – Loano
1796

Montenotte – Millesimo – Dego – Mondovì – Lodi – Borghetto – Castiglione – Mantua – Siegburg – Altenkirchen – Wetzlar – Kircheib – Kehl – Kalteiche – Friedberg  – Malsch – Neresheim – Sulzbach – Deining – Amberg – Würzburg – Neufundland – Rovereto – Bassano – Limburg – Biberach I – Emmendingen – Schliengen – Caldiero – Arcole – Irland
1797

Fall von Kehl – Rivoli (1797) – St. Vincent – Diersheim – Santa Cruz – Neuwied – Camperduin
Die Schlacht bei Wattignies fand im Rahmen des ersten Koalitionskrieges am 15. und 16. Oktober 1793 zwischen französischen und österreichischen Truppen statt. Sie endete mit einem französischen Sieg.

## Vorgeschichte
Eine 118.000 Mann starke Koalitionsarmee unter dem Oberbefehl des Herzogs von York und Reichsgeneralfeldmarschall Friedrich Josias von Sachsen-Coburg-Saalfeld marschierte im Sommer 1793 entlang der Grenze der Österreichischen Niederlande auf. Die Belagerung von Condé endete am 12. Juli, während die Belagerung von Valenciennes am 28. Juli abgeschlossen war. 
Im Pariser Wohlfahrtsausschuss hatte Lazare Carnot als neuer „Organisator des Sieges“ am 4. August die Verantwortung für Militärangelegenheiten übernommen. Die Einführung seiner Doktrin Levée en masse revolutioniert das französische Heerwesen.
Am 8. September 1793 kam es zu einer Niederlage der Koalitionstruppen unter Wilhelm von Freytag in der Schlacht bei Hondschoote gegen Jean-Nicolas Houchard. Daraufhin mussten die Alliierten die Belagerung von Dünkirchen aufgeben. Allerdings konnten die Franzosen den Sieg nicht ausnutzen. Am 13. September wurde die Belagerung von Le Quesnoy beendet und dabei 4.000 Franzosen gefangen genommen. Einen Tag zuvor schlug Houchard die Holländer unter dem Erbprinzen von Oranien in der Schlacht bei Menin. Der französische Gegenangriff scheiterte aber, als Houchard seinerseits am 15. September bei Courtrai durch den österreichischen Feldmarschallleutnant de Beaulieu geschlagen wurde, worauf Menen wieder verlorenging. Der französische Oberbefehlshaber wurde am 23. September festgenommen, ins Gefängnis geworfen und starb am 17. November unter der Guillotine. Ab 9. September hatte General Jean-Baptiste Jourdan kurz die Armee de Ardennes geführt, am 22. September wurde er dann zum neuen Oberbefehlshaber der 104.000 Mann starken Nordarmee ernannt.
Die verbündeten Österreicher und Niederländer unter dem Herzog von Sachsen-Coburg begannen am 30. September die Belagerung der Festung Maubeuge, welche durch General Jacques Ferrand gehalten wurde. Die Avantgarde der zum Entsatz herbeieilenden Armee Jourdan stand am 13. Oktober zwischen Avesnes und Landrecies. Die Verbündeten stellten sich den Franzosen gegenüber von Berlaimont auf, ihr rechter Flügel lehnte an die Sambre, der linke stützte sich auf Wattignies.

## Aufmarsch

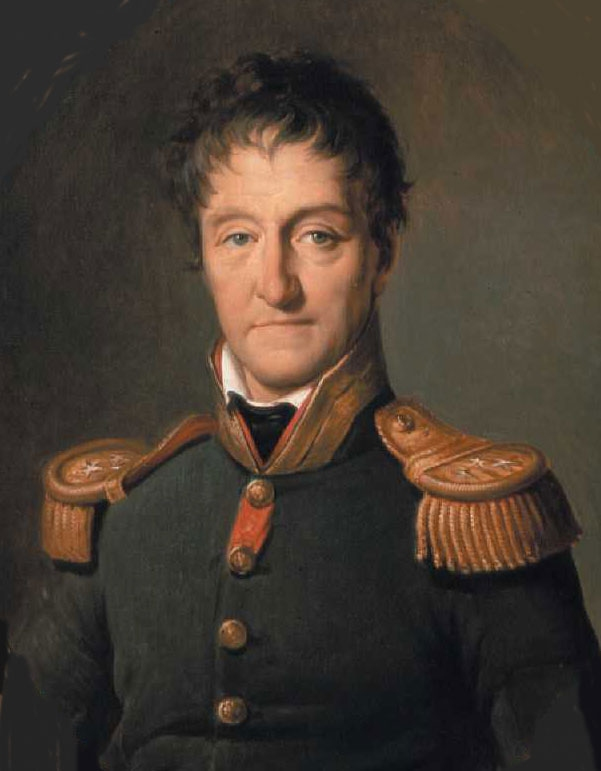
Lazare Carnot

Am 14. Oktober standen die französischen Truppen südlich der Festung Maubeuge. Die Stärke der französischen Nordarmee betrug 44.270 Mann, davon 37.900 Mann Infanterie und 6.370 Reiter. Am Vortag der Schlacht besprach sich Jourdan mit Carnot über den Angriff auf die feindliche Stellungen. Jourdan wollte das Zentrum und einen Flügel der österreichischen Armee angreifen. Aufgrund der zahlenmäßigen Überlegenheit plädierte Carnot für einen Frontalangriff auf der ganzen 20 km ausgedehnten Front. Jourdan setzte am Morgen des 15. Oktober folgende Verbänden zum Angriff an:
- Division Fromentin mit 7.357 Mann, davon 1.495 Reiter
- Division Cordellier-Delanoue mit 6.866 Mann, davon 668 Reiter
- Division Balland mit 13.294 Soldaten, davon 1.440 Reiter
- Division Duquesnoy mit 10.906 Mann, darunter 1.960 Reiter
- Division Beauregard mit 5.853 Soldaten, davon 837 Reiter

Das österreichische Korps des FML Bellegarde bildete mit 5000 Mann (3 Bataillone und 16 Schwadronen) den rechten Flügel der Koalition, der die Sambre berührte. Das österreichische Korps Clerfayt mit 9.200 Soldaten (10 Bataillone und 12 Schwadronen) bildete bei Berlaimont entlang einer West-Ost-Linie von Dörfern das Zentrum. Seine Divisionskommandeure waren FML Graf von Kinsky und Lilien. General Terzi bildete den linken Flügel bei Wattignies mit 4000 Mann (3 Bataillone und 12 Schwadronen).  Die äußere Linke bildete eine Brigade unter General Hadik von Futak mit 2.100 Soldaten. Weiter im Osten bei Beaumont stand die Brigade unter Generalmajor Benjowsky mit 4.000 Soldaten (3 Bataillone und 12 Schwadronen) detachiert. 
Im Osten von Maubeuge hatte sich das Korps unter Baillet von Latour zwischen Marpent und Jeumont vor der Festung etabliert und hielt unter dem Oberbefehl des Feldzeugmeister Wenzel Joseph von Colloredo die Belagerung aufrecht. Die Division des FML Seckendorf deckte den Sambre-Abschnitt bei Merbes-le-Château weiter nach Osten.

## Schlacht
Am 15. Oktober standen 44.000 Franzosen mit doppelter Übermacht gegen 23.000 Österreicher im Angriff. Von rechts nach links marschierten Jourdans Kolonnen gegen die Verbündeten auf. Beauregard auf Solre-le-Château, Duquesnoy an der Hauptstraße von Avesnes, Balland blieb als Reserve in Avesnelles, Cordellier stand bei La Capelle und Fromentin in Dompierre-sur-Helpe. Duquesnoy und Beauregard hatten Befehl Wattignies anzugreifen, während die Division unter Fromentins gegen die österreichische rechte Flanke vorging. Die im Brennpunkt des Angriffs stehenden Österreicher unter Graf von Clerfait gelang es die in einzelnen Kolonnen angreifenden Franzosen zurückzuweisen. 
Am 16. Oktober wurde die Schlacht zur Herbeiführung der Entscheidung erneuert. General  Fromentin auf der linken Flanke und die Division Balland in der Mitte stürmten den ganzen Tag gegen die österreichischen Stellungen an. Bellegarde und Clerfait hielten wieder an den Hauptpositionen erfolgreich stand. 
Jourdan konzentrierte darauf bei Wattignies 16.000 Soldaten gegen die Dörferlinie zwischen Dimont, Dimechaux and Choisies zum Durchbruch. Die Angriffstruppen wurde rechts durch das neuerliche Vorgehen der Division Duquesnoy und links durch die Kolonne unter Fromentin unterstützt. Die Division Beauregard griff gegen Obrechies an, wo FML Hadik mit 2 Bataillone und 8 Schwadronen erfolgreich verteidigte. Die Franzosen verloren hier 5 Kanonen und wurden auf Solre-le-Château zurückgedrängt. Die von General Duquesnoys nach vorne geschickte Brigade Gratien wurde von österreichischer Kavallerie zurückgeworfen. Im Osten des Schlachtfeldes waren die Franzosen unter General Élie bei Beaumont durch FML Benjowski zurückgeworfen. Es gelang Élie aber seine Soldaten wieder zu ordnen und eine neue Stellung bei Boussu-lez-Walcourt zu halten. 
Schließlich mussten die Österreicher ihre Stellungen gegen eine zweifache Übermacht räumen.

## Folgen
Die Verluste auf beiden Seiten waren gering. Der Verlust der Franzosen war wenig größer als jener der Verbündeten, letzterer betrug 43 Offiziere und 2.436 Mann. Jourdan, welcher 27 Kanonen verloren hatte, überschritt die Sambre trotz seines Sieges nicht, verstärkte vielmehr seine Verteidigungsstellung am Fluss. Er zog aber zwischen Maubeuge und Philippeville eine Division der Ardennenarmee nach Beaumont heran und beabsichtigte am folgenden Tag auf dem linken Flügel wieder in die Offensive überzugehen.
Der österreichische Oberkommandierende Josias von Sachsen-Coburg musste jederzeit einem Ausfall der starken französische Garnison der Festung Maubeuge befürchten, er hob die Belagerung schließlich auf und zog über die Sambre nach Hautmont ab. In der Folge mussten sich auch die Engländer unter dem Herzog von York aus Flandern zurückziehen.